# Lista de eventos do Bellator
Esta é uma lista de eventos realizados e agendados pelo Bellator Fighting Championships, uma organização de artes marciais mistas com sede nos Estados Unidos. O primeiro evento, Bellator 1, ocorreu em 3 de abril de 2009. Próximos eventos estão em itálico.

## Bellator Fighting Championships: Oitava Temporada
| No. | Evento            | Data                    | Arena                      | Local                     |
| --- | ----------------- | ----------------------- | -------------------------- | ------------------------- |
| 85  | Bellator LXXXV    | 17 de janeiro de 2013   | Bren Events Center         | Irvine, Califórnia        |
| 86  | Bellator LXXXVI   | 24 de janeiro de 2013   | WinStar World Casino       | Thackerville, Oklahoma    |
| 87  | Bellator LXXXVII  | 31 de janeiro de 2013   | Soaring Eagle Casino       | Mount Pleasant, Michigan  |
| 88  | Bellator LXXXVIII | 7 de fevereiro de 2013  | Arena at Gwinnett Center   | Duluth, Georgia           |
| 89  | Bellator LXXXIX   | 14 de fevereiro de 2013 | Bojangles' Coliseum        | Charlotte, North Carolina |
| 90  | Bellator XC       | 21 de fevereiro de 2013 | Maverick Center            | West Valley City, Utah    |
| 91  | Bellator XCI      | 28 de fevereiro de 2013 | Santa Ana Star Center      | Rio Rancho, New Mexico    |
| 92  | Bellator XCII     | 7 de março de 2013      | Pechanga Resort and Casino | Temecula, California      |
| 93  | Bellator XCIII    | 21 de março de 2013     | Androscoggin Bank Colisée  | Lewiston, Maine           |
| 94  | Bellator XCIV     | 28 de março de 2013     | USF Sun Dome               | Tampa, Florida            |
| 95  | Bellator XCV      | 4 de abril de 2013      | Revel Casino               | Atlantic City, New Jersey |

## Bellator Fighting Championships: Sétima Temporada
| No. | Event            | Date                   | Venue                             | Location                   |
| --- | ---------------- | ---------------------- | --------------------------------- | -------------------------- |
| 74  | Bellator LXXIV   | 28 de setembro de 2012 | Caesars Atlantic City             | Atlantic City, Nova Jérsei |
| 75  | Bellator LXXV    | 5 de outubro de 2012   | Horseshoe Casino                  | Hammond, Indiana           |
| 76  | Bellator LXXVI   | 12 de outubro de 2012  | Caesars Windsor                   | Windsor, Ontário           |
| 77  | Bellator LXXVII  | 19 de outubro de 2012  | Reading Eagle Theater             | Reading, Pensilvânia       |
| 78  | Bellator LXXVIII | 26 de outubro de 2012  | Nutter Center                     | Dayton, Ohio               |
| 79  | Bellator LXXIX   | 2 de novembro de 2012  | Casino Rama                       | Rama, Ontario              |
| 80  | Bellator LXXX    | 9 de novembro de 2012  | Seminole Hard Rock Hotel & Casino | Hollywood, Flórida         |
| 81  | Bellator LXXXI   | 16 de novembro de 2012 | Ryan Center                       | Kingston, Ilha de Rodes    |
| 82  | Bellator LXXXII  | 30 de novembro de 2012 | Soaring Eagle Casino              | Mount Pleasant, Michigan   |
| 83  | Bellator LXXXIII | 7 de dezembro de 2012  | Caesars Atlantic City             | Atlantic City, Nova Jérsei |
| 84  | Bellator LXXXIV  | 14 de dezembro de 2012 | Horseshoe Casino                  | Hammond, Indiana           |

## Bellator Fighting Championships: Temporada de Verão de 2012
| No. | Event           | Date                 | Venue                                    | Location                    |
| --- | --------------- | -------------------- | ---------------------------------------- | --------------------------- |
| 71  | Bellator LXXI   | 22 de junho de 2012  | Mountaineer Casino, Racetrack and Resort | Chester, Virgínia Ocidental |
| 72  | Bellator LXXII  | 20 de julho de 2012  | USF Sun Dome                             | Tampa, Flórida              |
| 73  | Bellator LXXIII | 24 de agosto de 2012 | Harrah's Tunica Hotel and Casino         | Tunica, Mississippi         |

## Bellator Fighting Championships: Sexta Temporada
| No. | Evento          | Data                | Arena                         | Local                      |
| --- | --------------- | ------------------- | ----------------------------- | -------------------------- |
| 60  | Bellator LX     | 9 de março de 2012  | Horseshoe Casino              | Hammond, Indiana           |
| 61  | Bellator LXI    | 16 de março de 2012 | Horseshoe Riverdome           | Bossier City, Louisiana    |
| 62  | Bellator LXII   | 23 de março de 2012 | Laredo Energy Arena           | Laredo, Texas              |
| 63  | Bellator LXIII  | 30 de março de 2012 | Mohegan Sun Arena             | Uncasville, Connecticut    |
| 64  | Bellator LXIV   | 6 de abril de 2012  | Caesars Windsor               | Windsor, Ontário           |
| 65  | Bellator LXV    | 13 de abril de 2012 | Boardwalk Hall                | Atlantic City, Nova Jérsei |
| 66  | Bellator LXVI   | 20 de abril de 2012 | I-X Center                    | Cleveland, Ohio            |
| 67  | Bellator LXVII  | 4 de maio de 2012   | Casino Rama                   | Rama, Ontário              |
| 68  | Bellator LXVIII | 11 de maio de 2012  | Caesars Atlantic City         | Atlantic City, Nova Jérsei |
| 69  | Bellator LXIX   | 18 de maio de 2012  | L'Auberge du Lac Resort       | Lake Charles, Louisiana    |
| 70  | Bellator LXX    | 25 de maio de 2012  | New Orleans Convention Center | Nova Orleães, Louisiana    |

## Bellator Fighting Championships: Quinta Temporada
| No. | Evento         | Data                   | Arena                             | Local                      |
| --- | -------------- | ---------------------- | --------------------------------- | -------------------------- |
| 49  | Bellator XLIX  | 10 de setembro de 2011 | Caesars Atlantic City             | Atlantic City, Nova Jérsei |
| 50  | Bellator L     | 17 de setembro de 2011 | Seminole Hard Rock Hotel & Casino | Hollywood, Florida         |
| 51  | Bellator LI    | 24 de setembro de 2011 | Canton Memorial Civic Center      | Canton, Ohio               |
| 52  | Bellator LII   | 1 de outubro de 2011   | L'Auberge du Lac Resort           | Lake Charles, Louisiana    |
| 53  | Bellator LIII  | 8 de outubro de 2011   | Buffalo Run Hotel & Casino        | Miami, Oklahoma            |
| 54  | Bellator LIV   | 15 de outubro de 2011  | Boardwalk Hall                    | Atlantic City, Nova Jérsei |
| 55  | Bellator LV    | 22 de outubro de 2011  | Cocopah Resort and Casino         | Yuma, Arizona              |
| 56  | Bellator LVI   | 29 de outubro de 2011  | Memorial Hall                     | Kansas City, Kansas        |
| 57  | Bellator LVII  | 12 de novembro de 2011 | Casino Rama                       | Rama, Ontario              |
| 58  | Bellator LVIII | 19 de novembro de 2011 | Seminole Hard Rock Hotel & Casino | Hollywood, Florida         |
| 59  | Bellator LIX   | 26 de novembro de 2011 | Caesars Atlantic City             | Atlantic City, Nova Jérsei |

## Bellator Fighting Championships: Temporada de Verão de 2011
| No. | Evento          | Data                 | Arena                             | Local                   |
| --- | --------------- | -------------------- | --------------------------------- | ----------------------- |
| 46  | Bellator XLVI   | 25 de junho de 2011  | Seminole Hard Rock Hotel & Casino | Hollywood, Florida      |
| 47  | Bellator XLVII  | 23 de julho de 2011  | Casino Rama                       | Rama, Ontario           |
| 48  | Bellator XLVIII | 20 de agosto de 2011 | Mohegan Sun Arena                 | Uncasville, Connecticut |

## Bellator Fighting Championships: Quarta Temporada
| No. | Evento           | Data                | Arena                            | Local                      |
| --- | ---------------- | ------------------- | -------------------------------- | -------------------------- |
| 35  | Bellator XXXV    | 5 de março de 2011  | Tachi Palace Hotel & Casino      | Lemoore, Califórnia        |
| 36  | Bellator XXXVI   | 12 de março de 2011 | Shreveport Municipal Auditorium  | Shreveport, Luisiana       |
| 37  | Bellator XXXVII  | 19 de março de 2011 | Lucky Star Casino                | Concho, Oklahoma           |
| 38  | Bellator XXXVIII | 26 de março de 2011 | Harrah's Tunica Hotel and Casino | Tunica, Mississippi        |
| 39  | Bellator XXXIX   | 2 de abril de 2011  | Mohegan Sun Arena                | Uncasville, Connecticut    |
| 40  | Bellator XL      | 9 de abril de 2011  | First Council Casino             | Newkirk, Oklahoma          |
| 41  | Bellator XLI     | 16 de abril de 2011 | Cocopah Resort and Casino        | Yuma, Arizona              |
| 42  | Bellator XLII    | 23 de abril de 2011 | Lucky Star Casino                | Concho, Oklahoma           |
| 43  | Bellator XLIII   | 7 de maio de 2011   | First Council Casino             | Newkirk, Oklahoma          |
| 44  | Bellator XLIV    | 14 de maio de 2011  | Harrah's Resort                  | Atlantic City, Nova Jérsei |
| 45  | Bellator XLV     | 21 de maio de 2011  | L'Auberge du Lac Resort          | Lake Charles, Louisiana    |

## Bellator Fighting Championships: Terceira Temporada
| No. | Evento          | Data                   | Arena                              | Local                   |
| --- | --------------- | ---------------------- | ---------------------------------- | ----------------------- |
| 24  | Bellator XXIV   | 12 de agosto de 2010   | Seminole Hard Rock Hotel & Casino  | Hollywood, Florida      |
| 25  | Bellator XXV    | 19 de agosto de 2010   | Chicago Theatre                    | Chicago, Illinois       |
| 26  | Bellator XXVI   | 26 de agosto de 2010   | Kansas City Power & Light District | Kansas City, Missouri   |
| 27  | Bellator XXVII  | 2 de setembro de 2010  | Majestic Theatre                   | San Antonio, Texas      |
| 28  | Bellator XXVIII | 9 de setembro de 2010  | Mahalia Jackson Theater            | Nova Orleans, Luisiana  |
| 29  | Bellator XXIX   | 16 de setembro de 2010 | The Rave                           | Milwaukee, Wisconsin    |
| 30  | Bellator XXX    | 23 de setembro de 2010 | Fourth Street Live!                | Louisville, Kentucky    |
| 31  | Bellator XXXI   | 27 de setembro de 2010 | L'Auberge du Lac Resort            | Lake Charles, Luisiana  |
| 32  | Bellator XXXII  | 14 de outubro de 2010  | Kansas City Power & Light District | Kansas City, Missouri   |
| 33  | Bellator XXXIII | 21 de outubro de 2010  | Liacouras Center                   | Filadélfia, Pensilvânia |
| 34  | Bellator XXXIV  | 28 de outubro de 2010  | Seminole Hard Rock Hotel & Casino  | Hollywood, Florida      |

## Bellator Fighting Championships: Segunda Temporada
| No. | Evento         | Data                | Arena                                     | Local                   |
| --- | -------------- | ------------------- | ----------------------------------------- | ----------------------- |
| 13  | Bellator XIII  | 8 de abril de 2010  | Seminole Hard Rock Hotel & Casino         | Hollywood, Florida      |
| 14  | Bellator XIV   | 15 de abril de 2010 | Chicago Theatre                           | Chicago, Illinois       |
| 15  | Bellator XV    | 22 de abril de 2010 | Mohegan Sun Arena                         | Uncasville, Connecticut |
| 16  | Bellator XVI   | 29 de abril de 2010 | Kansas City Power & Light District        | Kansas City, Missouri   |
| 17  | Bellator XVII  | 6 de maio de 2010   | Citi Performing Arts Center: Wang Theatre | Boston, Massachusetts   |
| 18  | Bellator XVIII | 13 de maio de 2010  | Monroe Civic Center                       | Monroe, Luisiana        |
| 19  | Bellator XIX   | 20 de maio de 2010  | Verizon Theatre                           | Grand Prairie, Texas    |
| 20  | Bellator XX    | 27 de maio de 2010  | Majestic Theatre                          | San Antonio, Texas      |
| 21  | Bellator XXI   | 10 de junho de 2010 | Seminole Hard Rock Hotel & Casino         | Hollywood, Florida      |
| 22  | Bellator XXII  | 17 de junho de 2010 | Kansas City Power & Light District        | Kansas City, Missouri   |
| 23  | Bellator XXIII | 24 de junho de 2010 | Fourth Street Live!                       | Louisville, Kentucky    |

## Bellator Fighting Championships: Primeira Temporada
| No. | Evento            | Data                | Arena                             | Local                   |
| --- | ----------------- | ------------------- | --------------------------------- | ----------------------- |
| 1   | Bellator I        | 3 de abril de 2009  | Seminole Hard Rock Hotel & Casino | Hollywood, Florida      |
| 2   | Bellator II       | 10 de abril de 2009 | Mohegan Sun Arena                 | Uncasville, Connecticut |
| 3   | Bellator IIIa[›]  | 17 de abril de 2009 | Lloyd Noble Center                | Norman, Oklahoma        |
| 4   | Bellator IVa[›]   | 17 de abril de 2009 | Lloyd Noble Center                | Norman, Oklahoma        |
| 5   | Bellator V        | 1 de maio de 2009   | Hara Arena                        | Dayton, Ohio            |
| 6   | Bellator VI       | 8 de maio de 2009   | Central Pavilion Arena            | Robstown, Texas         |
| 7   | Bellator VII      | 15 de maio de 2009  | Aragon Ballroom                   | Chicago, Illinois       |
| 8   | Bellator VIIIb[›] | 22 de maio de 2009  | N/A                               | N/A                     |
| 9   | Bellator IX       | 29 de maio de 2009  | Monroe Civic Center               | Monroe, Louisiana       |
| 10  | Bellator X        | 5 de junho de 2009  | Citizens Business Bank Arena      | Ontario, California     |
| 11  | Bellator XI       | 12 de junho de 2009 | Mohegan Sun Arena                 | Uncasville, Connecticut |
| 12  | Bellator XII      | 19 de junho de 2009 | Seminole Hard Rock Hotel & Casino | Hollywood, Florida      |

^ a: Bellator III e IV foram gravados em uma noite, mas foram divididos em dois episódios de meia hora que foi ao ar na ESPN Deportes através de VT. Bellator III foi ao ar em 18 de abril de 2009, e Bellator IV foi ao ar em 25 de abril de 2009.

^ b: Não houve lutas no Bellator VIII, o episódio transmitiu o especial "Estrada para o Cinturão".